# 威茨斯普林斯 (阿肯色州)
威茨斯普林斯（英語：Witts Springs）是位於美國阿肯色州瑟西縣的一個非建制地區。該地的面積和人口皆未知。

## 地理
威茨斯普林斯的座標為35°46′05″N 92°52′01″W / 35.76806°N 92.86694°W，而該地的平均海拔高度為584米（即1916英尺）。